# Sophia Moestrup
Sophia Moestrup (nascida em 1964) é uma cientista política e intelectual dinamarquesa, que é vice-directora para a África Central e Ocidental no Instituto Nacional Democrata (National Democratic Institute, NDI), desde Novembro de 2005. Anteriormente, foi representante nacional do Danida de Julho de 1994 até Julho de 1997, consultora da Academia de Desenvolvimento Educacional (Academy for Educational Development, AED) durante 2004 e consultora para o desenvolvimento social no Banco Mundial desde Novembro de 2004 até Novembro de 2005. Moestrup possui graus de bacharelato e de mestrado em Economia pela Universidade de Copenhaga, e recebeu o seu grau de doutoramento em ciência política da Universidade George Washington. A sua obra publicada tem como principais focos desenvolvimentos constitucionais, democratização e semipresidencialismo.
Em conjunto com Robert Elgie, ela é editora de Semi-presidentialism outside Europe: A comparative study (Routledge, 2007), Semi-Presidentialism in Central and Eastern Europe (Manchester University Press, 2008), Semi-Presidentialism and Democracy (Palgrave Macmillan, 2011; também com Yu-Shan Wu) e Semi-Presidentialism in the Caucasus and Central Asia (Palgrave Macmillan, 2016).